# Baranisobas hibericus
Baranisobas hibericus é uma espécie de insetos himenópteros, mais especificamente de vespas pertencente à família Ichneumonidae.
A autoridade científica da espécie é Heinrich, tendo sido descrita no ano de 1972.
Trata-se de uma espécie presente no território português.